# Liste der Landschaftsschutzgebiete im Landkreis Garmisch-Partenkirchen
Im Landkreis Garmisch-Partenkirchen gibt es acht Landschaftsschutzgebiete. (Stand: November 2018)

## Liste
- Gebietsname: Amtliche Bezeichnung des Schutzgebietes
- Bild/Commons: Bild und Link zu weiteren Bildern aus dem Schutzgebiet
- LSG-ID: Amtliche Nummer des Schutzgebietes
- WDPA-ID: Link zum Eintrag des Schutzgebietes in der World Database on Protected Areas
- Wikidata: Link zum Wikidata-Eintrag des Schutzgebietes
- Ausweisung: Datum der Ausweisung als Schutzgebiet
- Gemeinde(n): Gemeinden, auf denen sich das Schutzgebiet befindet
- Lage: Geografischer Standort
- Fläche: Gesamtfläche des Schutzgebietes in Hektar
- Flächenanteil: Anteilige Flächen des Schutzgebietes in Landkreisen/Gemeinden, Angabe in % der Gesamtfläche
- Bemerkung: Besonderheiten und Anmerkungen

Bis auf die Spalte Lage sind alle Spalten sortierbar.
| Gebietsname                                                                   | Bild/Commons   | LSG-ID       | WDPA-ID | Wikidata  | Ausweisung | Gemeinde(n) | Lage     | Fläche ha | Flächenanteil                            | Bemerkung |
| ----------------------------------------------------------------------------- | -------------- | ------------ | ------- | --------- | ---------- | ----------- | -------- | --------- | ---------------------------------------- | --------- |
| Bergsturzgebiet Vorderbichl in Grainau                                        |                | LSG-00281.02 | 395757  | Q59643666 | 1976       |             | Position | 30,29     | Landkreis Garmisch-Partenkirchen (100 %) |           |
| Inschutznahme des Soiener Sees und seiner Umgebung                            | weitere Bilder | LSG-00015.01 | 395458  | Q59643743 | 1952       |             | Position | 221,65    | Landkreis Garmisch-Partenkirchen (100 %) |           |
| Landschaft südlich des Estergebirges                                          | weitere Bilder | LSG-00281.03 | 395758  | Q59643805 | 1976       |             | Position | 1473,99   | Landkreis Garmisch-Partenkirchen (100 %) |           |
| Loisachtal zwischen Schmölz und Griesen                                       | weitere Bilder | LSG-00281.04 | 395759  | Q59643634 | 1976       |             | Position | 359,77    | Landkreis Garmisch-Partenkirchen (100 %) |           |
| Ramsachleiten und Alte Loisach bei Murnau am Staffelsee                       | weitere Bilder | LSG-00507.01 | 396018  | Q59643710 | 1997       |             | Position | 259,52    | Landkreis Garmisch-Partenkirchen (100 %) |           |
| Schutz des Staffelseegebietes                                                 | weitere Bilder | LSG-00062.01 | 395488  | Q59643713 | 1955       |             | Position | 2545,64   | Landkreis Garmisch-Partenkirchen (100 %) |           |
| Schutz von Landschaftsräumen am Riegsee (Landschaftsschutzverordnung Riegsee) | weitere Bilder | LSG-00336.01 | 395826  | Q59643694 | 1982       |             | Position | 282,26    | Landkreis Garmisch-Partenkirchen (100 %) |           |
| Wettersteingebiet einschließlich Latschengürtel bei Mittenwald                | weitere Bilder | LSG-00281.01 | 395756  | Q59643440 | 1976       |             | Position | 8589,19   | Landkreis Garmisch-Partenkirchen (100 %) |           |